# Jessé Lopes
Jessé de Faria Lopes ou simplesmente Jessé Lopes (Criciúma, 14 de maio de 1982) é um político brasileiro,  Nas eleições de 7 de outubro de 2018 foi eleito deputado estadual de Santa Catarina para a 19.ª legislatura, pelo PSL, filiado ao Partido Liberal (PL), é atualmente deputado estadual por Santa Catarina.